# 132ª Squadriglia radar remota
La 132ª Squadriglia radar remota (132ª Sq.R.R.) (callsign:  Medusa) è un ente dell'Aeronautica Militare situato nella frazione Sant'Anna di Isola di Capo Rizzuto (KR), precedentemente noto come  36º Gruppo radar dell'Aeronautica Militare (36º Gr.R.A.M.). Essa opera con compiti di sorveglianza dello spazio aereo di pertinenza attraverso la scoperta, l'inizializzazione, l'identificazione e il tracciamento dei vettori aerei.
Nell'ottica di un ridimensionamento delle risorse destinate all'Aeronautica nel decennio 2013-2024 la stazione radar è stata remotizzata, ed è posta alle dipendenze della 4ª Brigata telecomunicazioni e difesa aerea di Borgo Piave (LT).
La Squadriglia è dotata di un datalink collegato con le sale operative del GRCDA di Poggio Renatico (FE) e del 22º Gruppo radar di Licola (NA), ai quali trasmette i dati di avvistamento e tracciamento dei velivoli acquisiti.
Le infrastrutture dell'unità sorgono 1 km a sud della zona logistica e operativa dell'aeroporto di Crotone, ubicate a circa 15 km a sud della città calabrese, lungo la SS 106 Jonica, a quota 160 metri sul livello del mare.
Data la sua vicinanza geografica, la Squadriglia gode del supporto logistico e amministrativo del 36º Stormo caccia di Gioia del Colle (BA).

## Storia
Una unità di difesa aerea situata all'interno dell'aeroporto di Crotone comincia a operare il 1º novembre 1982.
Il 1º luglio 1985 viene costituito il 36° Centro radar dell'Aeronautica (C.R.A.M.), poi denominato 36º Gruppo radar (Gr.R.A.M.) il 1º novembre dello stesso anno.
La Squadriglia radar e il Distaccamento aeronautico di Crotone sono stati costituiti ufficialmente il 1º gennaio 1993.
Dal 1º giugno 1998 la stazione è stata remotizzata, prendendo il nome di 132ª Squadriglia radar remota. Questo ha comportato una sostanziale riduzione del personale: da 300 uomini circa, tra cui militari di leva, a 30 sottufficiali, tutti specialisti.
Dal 2011 il sistema d'arma è il FADR (Fixed Air Defense Radar) a lungo raggio RAT31-DL di Selex Sistemi Integrati. È stata la seconda Squadriglia radar remota a montare i nuovi impianti.
Il distintivo di Reparto della 132ª Squadriglia, rimasto praticamente inalterato nel tempo fatta eccezione per la denominazione dell'Ente posta al suo interno, rappresenta Medusa, nell'accezione di operatori pronti a "pietrificare" con lo sguardo del radar qualsiasi unità sospetta.

## Equipaggiamenti
- dal 1º novembre 1982, radar mobile Selenia MRCS-403 RAT-31S;
- dal 1994, radar 3D Hughes 3000;
- dal settembre 2012, radar RAT31-DL di Selex Sistemi Integrati.